# Geruvalli, Tirthahalli
Geruvalli là một làng thuộc tehsil Tirthahalli, huyện Shimoga, bang Karnataka, Ấn Độ.